# Vlisco
Vlisco is een Nederlandse textieldrukkerij en een Nederlands merk dat op de batiktechniek gebaseerd textiel ontwerpt en vervaardigt. Het richt zich sinds circa 1980 op de Afrikaanse consument (Dutch Wax Prints).

## Geschiedenis

### Oorsprong en eerste groei

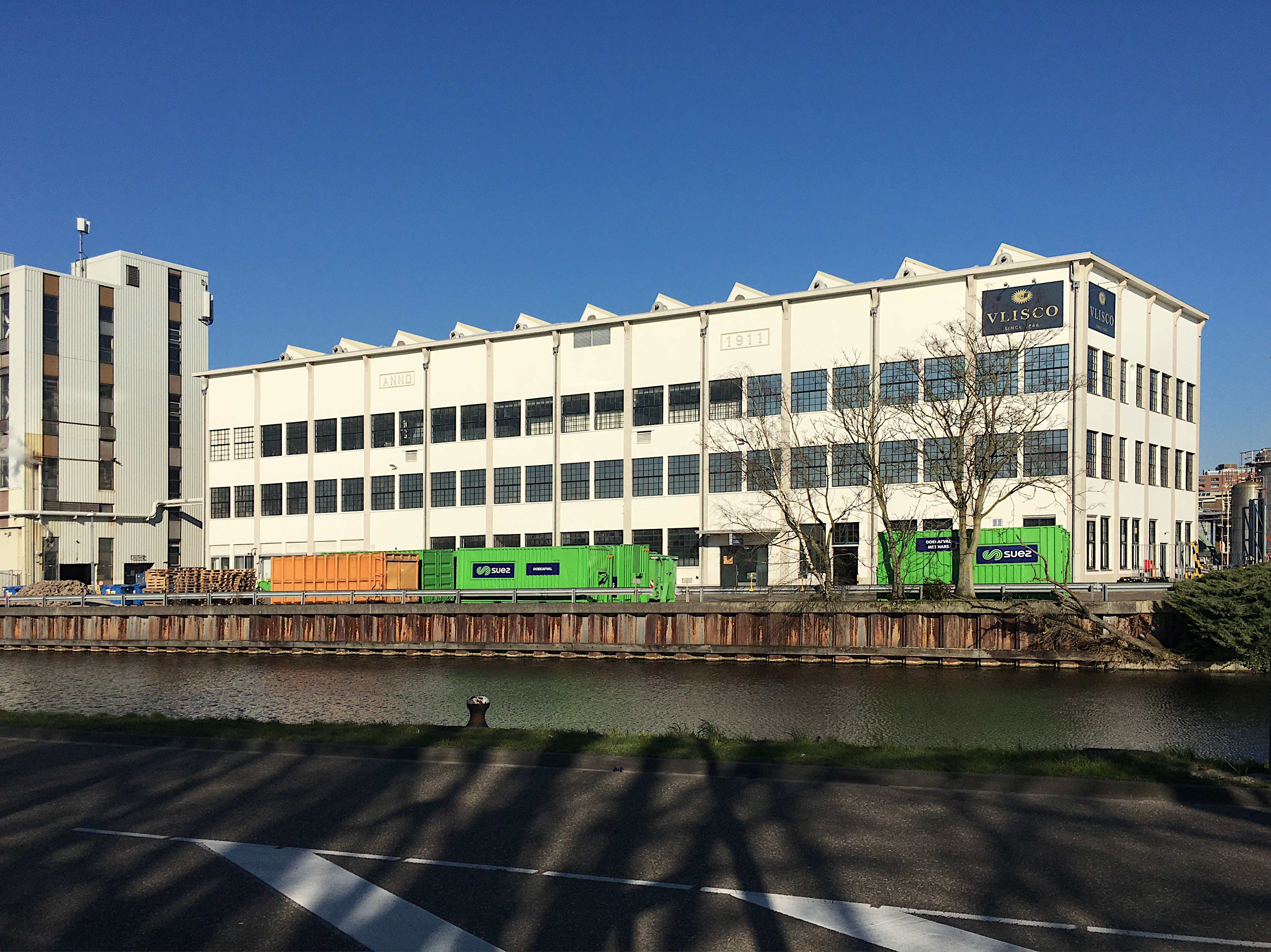
Fabrieksgebouw uit 1911

Het bedrijf heeft zijn oorsprong in het begin van de 19de eeuw, toen Jan Willem Sutorius zich vanuit het Rijnland (vermoedelijk Steinfurt) in Helmond vestigde en daar een bescheiden textielhanddrukkerij begon. In 1843 sloot zijn zoon Peter Antonius (1804-1886) een associatie met de Amsterdamse ondernemer Pieter Fentener van Vlissingen I en deze kocht in 1844 de inventaris en gebouwen van de katoendrukkerij annex blauwververij. In 1846 nam Van Vlissingen de zaak helemaal over, deze kreeg de naam: P.F. van Vlissingen en Comp. Doel van het bedrijf was de productie en verkoop van hand- en machinaal bedrukt textiel in binnen- en buitenland. De onderneming werd ondertussen een soort familiebedrijf. Naast de grondlegger, Pieter Fentener van Vlissingen II (1826-1868), trad in 1853 zijn zwager Frederik Matthijsen tot de onderneming toe. In 1883 - kort na een grote brand - werd de zaak omgezet in een commanditaire vennootschap waarvan de zonen van de eerste firmanten, Pieter III (1853-1927) en Cor Matthijsen (1859-1934) de directie vormden. De eerste al sinds 1873, de tweede als opvolger van zijn overleden broer Jan. Van Vlissingen was, volgens een enquête uit 1889, met 294 arbeiders qua personeelsomvang de grootste katoendrukkerij in den lande. In de jaren 1890 werd de fabriek steeds verder uitgebreid en gemoderniseerd. Elektriciteit deed vanaf 1894 gefaseerd zijn intrede, het personeelsbestand groeide tot 580 personen in 1900. Ondertussen vond een heroriëntatie op de afzetmarkten plaats. Was rond 1880 Nederlands Indië nog een belangrijke afnemer, rond 1900 vond de productie grotendeels zijn weg in het binnenland en in Europa. De machinale drukkerij werd daarbij belangrijker dan de handdrukkerij. De activiteiten op de nieuwe markten leidden ook tot nieuwe dessins. Daarbij haakte het bedrijf aan op de Arts & Crafts beweging en liet onder meer de sierkunstenaar Duco Crop stoffen ontwerpen. Ook op sociaal gebied behoorde de firma tot de voorlopers, met een eigen fonds voor ouderdom-, wezen- en weduwenpensioen (1899), bedrijfsschool (1900) en verpleegster (1905). Daarnaast was de fa. Van Vlissingen bijvoorbeeld betrokken bij een coöperatieve winkelvereniging die in 1900 in Helmond werd opgericht.

### Imitatiebatik
Omstreeks 1852 begon Van Vlissingen & Co met de eigen uitvoer van imitatiebatik naar het toenmalige Nederlands-Indië. Hier werkte reeds een oom van Pieter. Het bedrijf wist de motieven van het originele batikwerk zeer goed te imiteren. Deze markt nam in belang af, omdat Europese katoendrukkerijen als de Vlisco in Nederlands-Indië toenemende concurrentie van de lokale producenten ondervonden, vooral toen deze van stempeltechnieken ("tjap") gebruik gingen maken. Bovendien beschermde het Koloniaal Bestuur de lokale producenten. Een alternatief afzetgebied voor imitatiebatiks vonden de drukkerijen in Afrika. Ook Vlisco begon in de laatste kwart van de negentiende eeuw met de productie voor West-Afrika. De populariteit van de batik of de Real Dutch Wax in West-Afrika wordt vaak gerelateerd aan de geschiedenis van de Belanda Hitam, de Afrikaanse soldaten die door het Koninklijk Nederlandsch-Indisch Leger tussen 1831 en 1872 werden gerecruteerd en naar Java gebracht. Ze werden door de Indonesiërs Zwarte Nederlander genoemd en volgens de overlevering zouden ze als Java-veteranen de kostbare batik-stoffen mee naar huis hebben genomen, waarna de populariteit en de vraag naar batik in West-Afrika toenam. Deze legende wordt niet door bronnen ondersteund. Aziatische batik werd al ten tijde van de West-Indische Compagnie in Afrika verhandeld en mogelijk al in de veertiende eeuw geïntroduceerd, toen handelsroutes van de Sahara de twee continenten met elkaar verbonden. Documenten in het Nationaal Archief in Den Haag laten zien dat de Ashanti in West-Afrika al voor 1832 bekend waren met kostbare stoffen uit Azië. Zo wordt in een verslag van een bezoek van een Nederlandse delegatie aan de koning van Ashanti beschreven dat er verschillende doeken uit Bandung, Java, en een voorbeeldboek met verfijnde, fluwelen stoffen en chintz als geschenk voor deze koning werden meegenomen.

### Waxprints
In 1906 nam de belangrijkste concurrent op de Afrikaanse markt, de Haarlemsche Katoen Maatschappij (HKM), een lijmdrukmachine in gebruik. De machinaal verkregen producten leken sterk op handwerk, door hun craquelé. Bovendien kon de stof nog met stempels worden nabewerkt, zodat iedere lap een uniek karakter kreeg. Rond 1910 stapte Van Vlissingen & Co ook in de markt voor deze zogeheten waxprints en ging daarvoor samenwerken met Engelse handelshuis F. & A. Swanzy. Die verscheepte de stoffen vanuit Rotterdam naar de verschillende handelsposten aan de Afrikaanse Goudkust waar ze door Afrikaanse handelaars werden doorverkocht.

### Wereldoorlogen

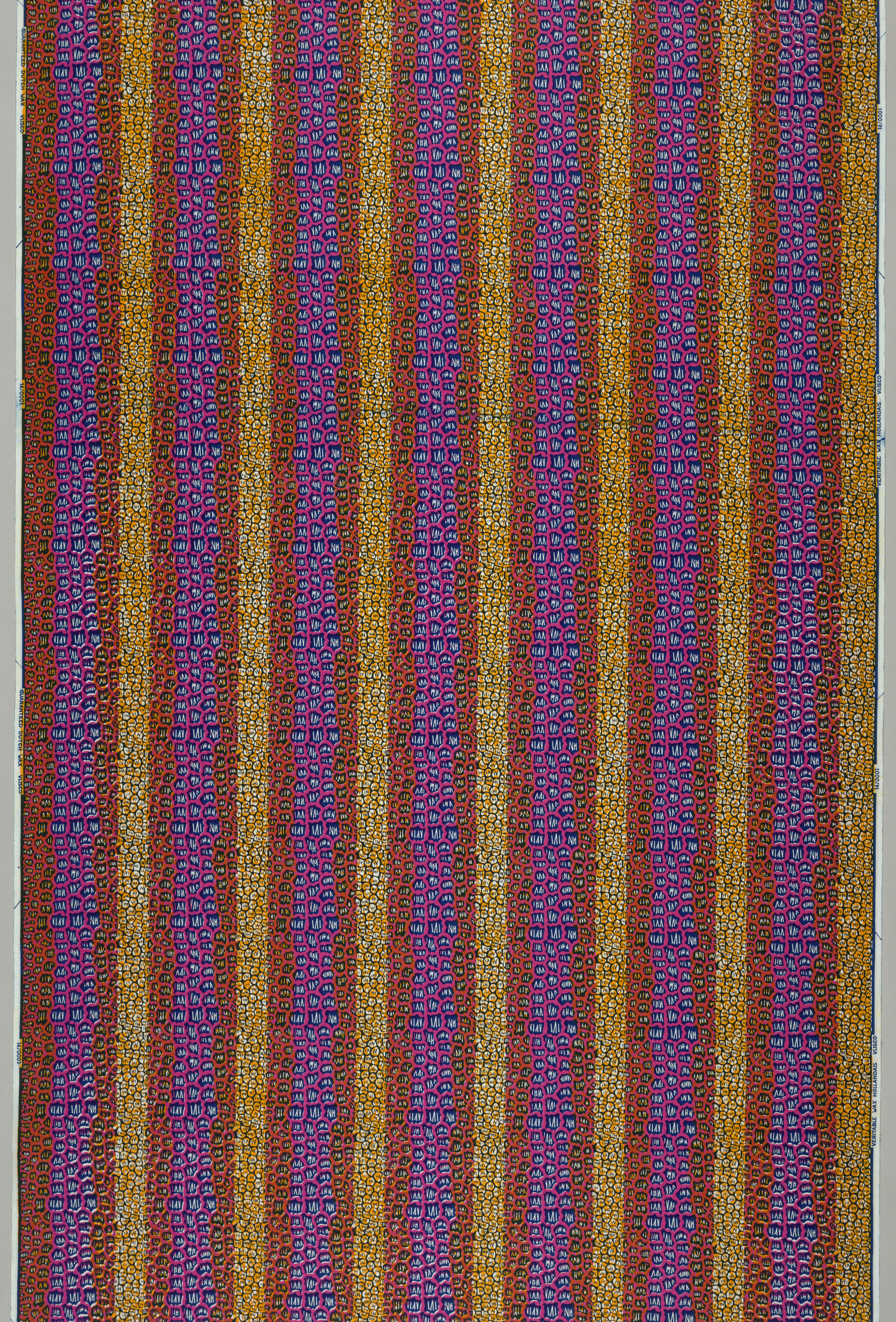
Ontwerp 1922, patroon slangehuid

De Eerste Wereldoorlog legt de internationale export stil, Van Vlissingen & Co schakelde de volledige productie om naar de Europese markt. De HKM was geheel op de Afrikaanse markt gericht en redde deze omschakeling niet. De Haarlemse katoendrukker staakte productie en besloot eind 1918 tot liquidatie waarop Van Vlissingen uit de boedel een nieuwe lijmdrukmachine en de succesvolle dessins kocht. Van Vlissingen & Co had aan het einde van de oorlog last van grondstofschaarste wat tot tijdelijke stopzetting leidde. Eind 1916 werd de onderneming omgezet in een naamloze vennootschap om naast het grote aantal betrokken familieleden een formeel aandeel te geven ook vreemd kapitaal aan te trekken, mét succes. De directie kwam uiteindelijk in 1921 bij twee zonen van Pieter III, Jan (1893-1978) en Pieter IV (1890-1962), samen met de succesvolle handelsreiziger Willem van Beusekom, die al langer in dienst was van Vlisco. Het bedrijf bleef in de jaren twintig het grootste in Helmond, met in 1926 960 werknemers. De crisisjaren doorstond men redelijk, mede door omschakeling naar producten op de binnenlandse markt. Het personeelsbestand, eind 1930 nog 790, bleef in de verdere jaren net onder de 700. In Lommel verrees in 1932 een dochterbedrijf, om de Belgische koloniale afzetmarkt te bedienen. Aan de vooravond van de bezetting was de export naar Indië nog goed voor meer dan de helft van de omzet.
Tijdens de Tweede Wereldoorlog had Vlisco last van de oorlogsomstandigheden (het bedrijf ging voor de brandstofvoorziening in eigen beheer turfvelden in de Peel exploiteren) en restricties door de Duitse bezetter, voor wie ook opdrachten weerden uitgevoerd. Daarnaast ging men heimelijk door met de eigen productie. De (verborgen) productie samen met het tijdens de bezetting voortgezette onderzoek naar verfmaterialen en kleuren gaf het bedrijf na de oorlog een flinke voorsprong. Van Vlissingen & Co nam vanaf 1946 de positie van marktleider over van de laatst overgebleven concurrent, de katoendrukkerij Ankersmit uit Deventer.

### Vlis-Co
De Vlisco kende een succesvolle wederopbouwperiode. Mede om bij het kaderpersoneel de kunstzinnige en technische vaardigheden te ontwikkelen startte in 1954 de eigen Cor Matthijsen School. Rond 1960 ontstond binnen de aandeelhouders en directie een familieruzie met Hein van Vlissingen senior en junior in de hoofdrol. Onder Jan M. Fentener van Vlissingen van de Steenkolenhandelsvereeniging (SHV), de zogenaamde rijke tak van de familie en commissaris bij de NV in Helmond, kwam het tot een machtsverschuiving. Unilever was indirect betrokken via haar handelsonderneming United Africa Company, het belangrijkste afzetkanaal van Vlisco, en verwierf in 1964 het grootste deel van de aandelen waardoor het familiebelang ondergeschikt raakte. In 1960 telde het bedrijf 3300 arbeiders en dat steeg tot 3700 begin 1962, een eenmalig hoogtepunt qua werkgelegenheid. Maar de daarop volgende afzetproblemen leidden tot een zoveelste bundeling in de textielnijverheid. Begin 1964 dwong grootaandeelhouder Unilever tot een fusie met twee verwante Nederlandse textieldrukkerijen: Ankersmit en de Stoomweverij Nijverheid. De nieuwe combinatie ging Texoprint heten. Vanwege de toenemende afzetproblemen in de Afrikaanse markt waar vroegere koloniën hun onafhankelijkheid wisten te verkrijgen, viel het besluit Ankersmit te sluiten. Het personeelsbestand in Helmond liep in 1966 terug van 2500 tot 1500. In 1970 werd de naam "Vlisco" ingevoerd - van J.P. Fentener van Vlissingen & Co - en in 1972 ging Texoprint op in de houdstermaatschappij Gamma Holding. Midden jaren zeventig telde de Vlisco weer 1900 werknemers, maar het bedrijf kwam in de problemen door toen Zaïre een importverbod op bedrukte stoffen afkondigde, wat langdurige werktijdverkorting voor een belangrijk deel van het personeel leidde. IN juli 1975 kreeg Vlisco subsidie van het Ministerie van Economische Zaken voor een herstructurering waarbij de productie van 'Java-prints' werd afgestoten naar Afrikaanse landen. In 1978 volgde een herstructurering binnen de drukkerijsector van Gamma Holding (naast Vlisco ook de Boekelosche Stoombleekerij) waarbij ook de afdeling 'Europese druks' getroffen werd. De vakbonden noemden de plannen "verbijsterend". In de jaren negentig volgde een nieuwe herstructureringsronde. Eind 1993 verkocht Unilever haar 30% belang in Gamma Holding nadat eerder dat jaar oudere werknemers via een vut-regeling 'afgevloeid' waren. Over 1994 werd voor het eerst sinds drie decennia verlies geleden en in 1995 volgde ontslag van 300 van de 820 à 900 werknemers.

### 21e eeuw

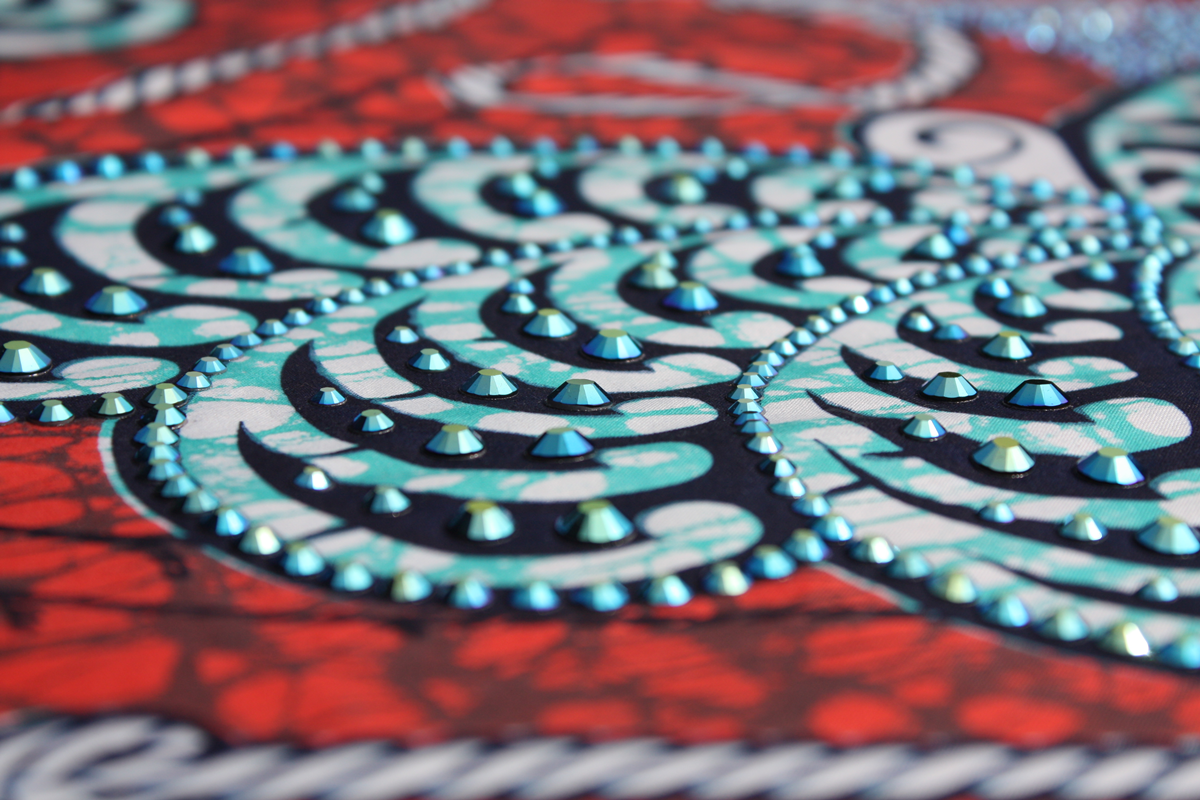
Textiel met kristal (2010)

Als enige overgebleven Nederlandse producent van wax-print concentreert Vlisco zich geheel op de landen Benin, Nigeria, Togo, Ghana, Ivoorkust en Congo. In september 2010 werd Vlisco Group door een Londense investeringsmaatschappij Actis Capital overgenomen voor 118 miljoen euro. Op 15 augustus 2016 vierde het bedrijf zijn 170-jarig bestaan.
Vanaf juli 2017 stond Vlisco enige tijd te koop. Direct na de overname kreeg Vlisco de ruimte om fors te groeien en streefde naar een verdubbeling van de omzet in vijf jaar tijd. Het bedrijf maakte een goede start, ondanks felle concurrentie door Chinese namaakbatik. In 2014 verslechterde de markt, West-Afrikaanse economieën kregen zware klappen als een gevolg van een snel dalende olieprijs en de uitbraak van ebola. De vraag naar batik zakte in en Vlisco leed in 2015 een verlies van 44 miljoen euro. Een programma om de kosten te verlagen werd ingezet en in 2016 was het verlies beperkt tot ruim 10 miljoen euro. Er werken nog zo’n 2300 mensen voor het bedrijf. De verkoop liep niet echt voorspoedig maar uiteindelijk nam medio 2021 de Nederlandse investeringsmaatschappij Parcom de Vlisco Holding (inclusief de dochtermaatschappijen) over. 

### Aziatische imitaties
De groeiende populariteit van de wax-print zorgt voor toename van het aanbod van goedkopere kopieën. Al in de vorige eeuw waren er Japanse prints die steeds vaker als Nederlandse waxprints op de markt werden aangeboden. Vlisco besloot om aan de rand van de doeken voortaan de tekst Genuine Dutch Waxblock Print te zetten. Tot die tijd was de afkomst voor het minder geoefende oog slechts af te lezen aan het etiket. Momenteel lijdt Vlisco in toenemende mate onder concurrentie van goedkope Chinese imitaties. Het bedrijf probeert door een beroep te doen op de intellectuele eigendom zijn marktaandeel te beschermen. Het monogram Guaranteed Dutch Wax Vlisco/Veritable Wax Hollandais Vlisco dat op de zelfkant meegedrukt wordt is nu wettelijk beschermd.[dode link]